# Robert Milton Cato
Robert Milton Cato (* 3. Juni 1915 in St. Vincent; † 10. Februar 1997 in Kingstown, St. Vincent) war ein Politiker aus St. Vincent und die Grenadinen.

## Biografie
Während des Zweiten Weltkrieges trat er in die Royal Canadian Army ein und diente als Soldat in Europa. Nach seiner Rückkehr nach St. Vincent begann er, sich kommunalpolitisch zu engagieren. 1955 gehörte er zu den Mitgründern der Saint Vincent Labour Party (SVLP) und war als deren Vertreter zwischen 1958 und 1962 Mitglied der Parlamentarischen Versammlung der Westindischen Föderation. Später wurde er Vorsitzender der SVLP.
Im Mai 1967 wurde er als Nachfolger von Ebenezer Theodore Joshua Chefminister von St. Vincent und die Grenadinen. Nachdem dieses am 27. Oktober 1969 ein Assoziierter Staat innerhalb des Commonwealth of Nations wurde, blieb er als Premier wieder Regierungschef. Im April 1972 verlor die SVLP die Wahlen gegen ein Parteienbündnis der New Democratic Party (NDP) unter James Fitz-Allen Mitchell, der anschließend Premier wurde.
Im Dezember 1974 gelang der SVLP bei den vorgezogenen Neuwahlen ein Sieg gegen die NDP, so dass Cato am 8. Dezember 1974 erneut Premier wurde. Obwohl die von ihm geführte Koalition 1976 zerfiel, konnte Cato weiterhin als Premier amtieren, weil die SVLP weiterhin über die Mehrheit in der Legislativversammlung verfügte.
Nach der Souveränität des Landes am 27. Oktober 1979 wurde Cato erster Premierminister und als solcher bei den am 5. Dezember 1979 auf der Grundlage der neuen Verfassung durchgeführten Wahlen zur Legislativversammlung (House of Assembly) bestätigt. Cato war zu dieser Zeit einer der letzten Premierminister der Karibik, der bereits zur Zeit der Westindischen Föderation politisch aktiv war. Obwohl er politisch ein Sozialist war, ließ er moderne regionale Interpretationen des Sozialismus nicht zu, sondern begründete seine Ansichten ausschließlich auf dem Marxismus-Leninismus. Sowohl öffentlich als auch privat war er jedoch später ein starker Kritiker der Revolution in Grenada unter Maurice Bishop und der Entwicklungen in Jamaika unter Michael Manley und Guyana unter Forbes Burnham. Stattdessen bevorzugte er die Begründung engerer Beziehungen zu den relativ konservativen Regierungen von Trinidad und Tobago und Barbados in der Wirtschaft. Insbesondere durch die Gründung einer gemeinsamen Küstenwache und eines Fischereischutzes bestanden gute Beziehungen zu Barbados.
Nachdem die SVLP die Wahlen 1984 verloren hatte, wurde Cato als Premierminister durch James Mitchell am 30. Juli 1984 abgelöst.